# Gejia
Le gejia (en chinois : 𱎼家话) est une langue hmong parlée en Chine.